# 北海道道11号月形厚田線
北海道道11号月形厚田線（ほっかいどうどう11ごう つきがたあつたせん）は、北海道樺戸郡月形町と石狩市を結ぶ道道（主要地方道）である。

## 概要
月形町の国道275号から当別ふくろう湖の北側を経由して日本海側の石狩市国道231号に至る。

### 路線データ
- 起点：北海道樺戸郡月形町字南耕地1（国道275号交点）
- 終点：北海道石狩市厚田区厚田（国道231号交点）
- 総延長：32.131 km[1]
- 実延長：32.106 km[1]
- 重用延長：0.025 km[1]
- 未舗装延長：0.233 km[1]

### 道路管理者
- 空知総合振興局 札幌建設管理部 岩見沢出張所
- 空知総合振興局 札幌建設管理部 当別出張所

## 歴史
- 1954年（昭和29年）3月30日 - 22号として路線認定[2]。
- 1993年（平成5年）5月11日 - 建設省から、道道月形厚田線が月形厚田線として主要地方道に指定される[3]。
- 1994年（平成6年）10月1日 - 路線番号を11号に変更[4]。

## 路線状況

### 重複区間
- 北海道道28号当別浜益港線（当別町字青山奥）

### 道路施設

#### 主な橋梁
- 開運橋（100 m、当別川、当別町字青山奥）
- 発足大橋（42 m、厚田川、石狩市厚田区厚田）
- 発足橋（49 m、厚田川支流、石狩市厚田区厚田）

## 地理

### 通過する自治体
- 空知総合振興局
  - 樺戸郡月形町
- 石狩振興局
  - 石狩郡当別町
  - 石狩市

### 交差する道路
月形町
- 国道275号 - 字南耕地1（起点）

当別町

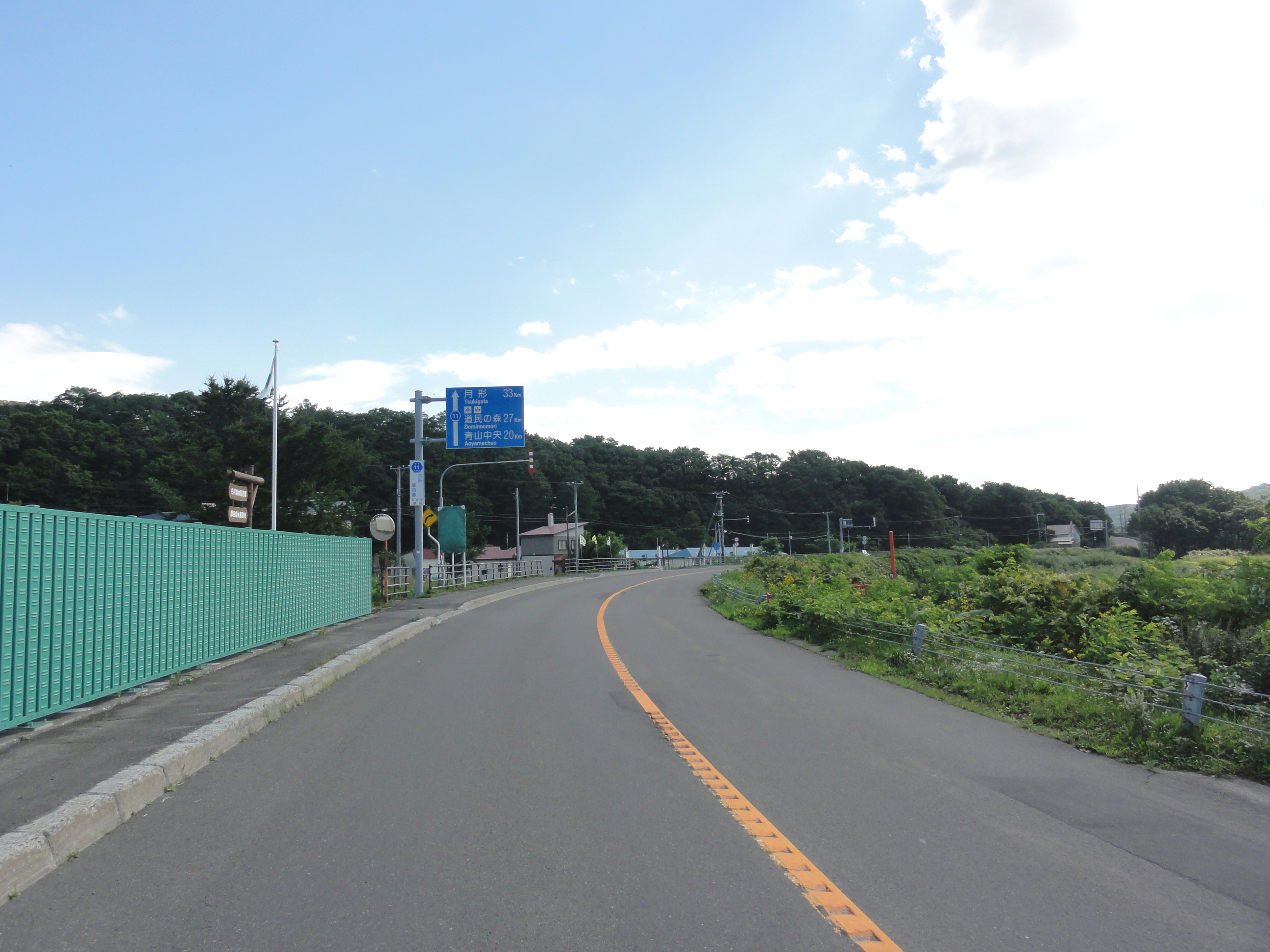
石狩市厚田区の終点付近（2012年8月）

- 北海道道28号当別浜益港線 - 字青山奥（重複）

石狩市
- 国道231号 - 厚田区厚田（終点）